# Санта-Крус (Пернамбуку)
Санта-Крус (порт. Santa Cruz) — муниципалитет в Бразилии, входит в штат Пернамбуку. Составная часть мезорегиона Сертан штата Пернамбуку. Входит в экономико-статистический микрорегион Арарипина. Население составляет 13 644 человека на 2007 год. Занимает площадь 1426,1 км². Плотность населения — 9,57 чел./км².

## История
Город основан в 1915 году.

## Статистика
- Валовой внутренний продукт на 2005 год составляет 26 529 реалов (данные: Бразильский институт географии и статистики).
- Валовой внутренний продукт на душу населения на 2005 год составляет 2245 реалов (данные: Бразильский институт географии и статистики).
- Индекс развития человеческого потенциала на 2000 год составляет 0,705 (данные: Программа развития ООН).

## География
В соответствии с классификацией Кёппена, климат относится к категории BShW.